# Berthold von Zeltschach
Berthold von Zeltschach (* im 11. Jahrhundert; † 2. Januar, im 12. Jahrhundert, in Sankt Paul im Lavanttal) war von 1090 bis 1106 der zweite Bischof von Gurk.

## Familie
Berthold entstammte der Familie der Zeltschacher, einem Kärntner Grafengeschlecht, Vorfahren der Grafen von Pfannberg. Im Jahr 1090 wurde er zum Bischof von Gurk ernannt.

## Leben
Die Ernennung Bertholds fiel jedoch in die Zeit des Investiturstreites. Erzbischof Gebhard von Salzburg wurde als entschiedener Anhänger von Papst Gregor VII. im Jahr 1085 durch Kaiser Heinrich IV. abgesetzt und musste Salzburg verlassen. Der vom Kaiser eingesetzte Berthold von Moosburg regierte als Gegenerzbischof neben Gebhards durch den Papst ernanntem Nachfolger Thiemo und ernannte am 16. Juni 1090 Berthold von Zeltschach als Nachfolger auf dem verwaisten Gurker Bischofsstuhl. Da Berthold von Zeltschach nicht durch den rechtmäßigen Salzburger Erzbischof zur Bischofswürde kam, wird er in der Geschichte zumeist als „Eindringling“ oder „intrusus“ bezeichnet.
Berthold von Zeltschach verschleuderte leichtsinnigerweise das ganze Bistum, um sich bei den Belehnten, insbesondere den Kärntner Herzogsgeschlechtern der Eppensteiner und Spanheimer, in Gunst zu setzen und seine Herrschaft zu sichern. Durch diesen Ausverkauf der bischöflichen Güter erscheint Berthold in der Geschichte der Gurker Bischöfe im übelsten Licht. Er unterstützte den Salzburger Gegenerzbischof weiterhin und 1097 musste Erzbischof Thiemo fliehen. Er wurde in Friesach durch Poppo von Zeltschach, den Bruder des Bischofs, gefangen genommen.
Neun Jahre lang konnte sich Berthold noch als Bischof behaupten. Doch als König Heinrich V. zur päpstlichen Partei übertrat und mit Konrad von Abenberg ein von beiden Seiten bestätigter Erzbischof eingesetzt wurde und demnach die Herrschaft des Gegenerzbischofs Berthold von Moosburg endete, war auch das Schicksal des Gurker Bischofs Berthold von Zeltschach besiegelt. Der neue Salzburger Erzbischof setzte ihn 1106 auf Befehl von Papst Paschalis II. ab, belegte ihn mit dem Bann und erwählte den bisherigen Kaplan Hiltebold zu dessen Nachfolger. Bertold unterwarf sich dem päpstlichen Beschluss und zog sich in das Stift St. Paul im Lavanttal zurück, wo er an einem 2. Januar unbekannten Jahres verstarb.